# شريف القبج
أحد التربويين الفلسطينيين وعضو مجلس النواب الأردني أثناء الوحدة بين فلسطين والأردن عن منطقة طولكرم.

## حياته
ولد شريف يوسف مصطفى القبج في بلدة عنبتا عام 1905، منهيا ًدراسته الابتدائية والثانوية في مدارس طولكرم ونابلس والقدس.

### عمله
حصل في عام 1923 على شهادة دار المعلمين من القدس، عمل من خلالها معلما في مدرسة الرملة حتى عام 1925، ثم انتقل مديرا لمدرسة قلقيلية الأميرية حتى سنة 1932 فمديرا لمدرسة طولكرم الابتدائية حتى سنة 1948.
هاجر إلى سوريا سنة 1948 مع أسرته المكونة من 7 أبناء وأمه واستقر بها سنتين عمل خلالها معلما في اللاذقية، حيث عاد إلى فلسطين وعمل في مدرسة العامرية بنابلس مدة سنة، ثم مديرا لمدرسة طولكرم الإعدادية حتى 1953 فمعلما في مدرسة الطفيلة حتى 1955 ثم مديرا لمدرسة خالد بن سعيد الإعدادية حتى تقاعده 1965 .   

### مسيرته السياسية
انتخب في مجلس النواب الأردني عن قضاء طولكرم بتاريخ 15 نيسان 1967، واستمر نائبا حتى وفاته عام 1985 

## وفاته
توفي في 25 تموز 1985 